# 浅田信兴
浅田信兴（嘉永四年10月12日  （1851年11月5日）- 1927年（昭和二年）4月27日   ）是一名旧日本帝国陆军军人，华族。服役期间，浅田信兴历任陆军教育总监、军事参议官等职务。浅田信兴的最终军阶是陆军大将，最终阶级和勋位为正三位勋一等功二级男爵。

## 经历
浅田信兴出生于武藏国入间郡，是川越藩藩士坂口朗忠的第三子，由于从小被过继给同藩武士浅田顺信因而姓了浅田。少年时，浅田信兴曾在江川英龙的补习班学习炮术。 1871年（明治4年）12月，浅田进入陆军兵学寮学习 。 1872年（明治5年）3月，学成毕业的浅田信兴被任命为陆军少尉，并被分配到步兵第5大队。  1877年（明治10年），浅田信兴被编入第4旅团参加西南战争。 1878年（明治11年）10月，浅田信兴被任命为陆军士官学校教官，并在熊本镇台担任参谋。 1884年（明治17年）3月，浅田升任陆军少佐并被任命为步兵第2联队大队长。
1885年（明治18年）5月，浅田信兴被指派为陆军教导团步兵大队长。之后几年，浅田陆续担任了参谋本部陆军部第二局第二课长等职务，并在1888年（明治21年）6月至9月任被派遣到清国考察。 1889年（明治22年）5月，浅田调任步兵第21联队第1大队大队长。1891年（明治24年）6月，浅田被晋授中佐军衔，调任第三师团担任参谋。随后几年，浅田历任步兵第2联队联队长、屯田兵参谋长等职，并于1894年11月晋升陆军大佐。 
甲午战争期间，日本为了扩军参战临时组建了新的第七师团，浅田信兴受命前往该师团担任参谋长  ，但由于日军势如破竹，战争在浅田的部队开抵阵地之前就已结束。不过好在第七师团终于在1896年（明治29年）5月以常备师团的形式成立，浅田也就顺理成章地出任了该师团的第一任参谋长。 在转任东部都督部参谋长之职后，浅田于1897年（明治30年）9月晋升少将  并在隔年10月转任步兵第20旅团旅团长。未几，浅田转任步兵第5旅团旅团长。日俄战争爆发后，浅田出任近卫师团所属的步兵第1旅团担任旅团长率部参战。   。 由于履历战功，浅田于1904年（明治37年）9月被晋升为陆军中将并接任近卫师团师团长之职务。履新职后，浅田信兴指挥第一师团参与了沙河会战。  
日俄战争结束后，浅田随军归国。1906年（明治39年）7月6日，浅田出任第十二师团师团长。   1907年（明治40年）9月，浅田信兴因日俄战争中的战功被授予男爵爵位，位晋华族之流。  1910年（明治43年）8月26日，浅田转任大阪第四师团师团长。1911年（明治44年）9月至1914年，浅田担任了陆军三长官的教育总监之职    。1912年8月，浅田晋升陆军大将。  在短暂担任东京卫戍总督后，浅田的军旅生涯最终以军事参议官之职正式结束。 1916年（大正5年）10月12日，浅田被编入预备役 并于1921年（大正10年）4月正式退役。 
1918年（大正7年）至1923年（大正12年）间，浅田信兴还担任了大日本武德会第七任会长之职。
1927年（昭和2年），浅田信兴逝世，享年77岁。去世当日，浅田获当局追授勋一等旭日桐花大绶章。去世后，他被埋葬在东京都的青山灵园。

## 荣誉
位阶
- 1891年（明治24年）12月28日 - 正六位 [6]
- 1894年（明治27年）12月18日 - 从五位[7]
- 1897年（明治30年）10月30日- 正五位 [8]
- 1902年（明治35年）12月10日 - 从四位[9]
- 1904年（明治37年）12月16日- 正四位[10]
- 1907年（明治40年）12月27日 - 从三位[11]
- 1912年（大正元年）9月10日 - 正三位 [12]

勋章与爵位
- 1889年（明治22年）11月29日 - 大日本帝国宪法颁布纪念章[13]
- 1893年（明治26年）11月29 日 - 勋三等瑞宝章[14]
- 1903年（明治236年）5月16日 - 勋二等瑞宝章[15]
- 1906年（明治39年）4月1日 - 功二级金鵄勳章、勋一等旭日大绶章、明治三十七八年従軍記章[16]
- 1907年（明治40年）9月21日 - 男爵[17]
- 1915年（大正4年）
  - 11月7日 - 御赐金杯一套，大正三四年従軍記章[18]
  - 11月10日 - 大礼纪念章[19]
- 1927年（昭和2年）4月27日 - 勋一等旭日桐花大绶章[20]

## 亲族
- 其养嗣子浅田良逸也从军入伍，最终阶级为陆军中将。 [1]
- 其女儿中岛幸子是陆军中将中岛正武的妻子。[1]

## 轶事
- 在步兵第五师团担任大队长时，浅田与一户兵卫、上原勇作等同僚关系友好。若干年后，上原被选接替浅田的下一任教育总监。在交接时，浅田当着一大群将校的面说：“我原来还为不知道继任者是谁感到不安，但知道是“和尚”来了，我就放心了。”大家哄堂大笑。此后，上原就有了“和尚”的绰号。
- 森鷗外长子森於菟所著的随笔《鸥外之母》（收录于《作为父亲的森鸥外》）中，有一段浅田信兴到千叶县夷隅郡东海村森家别庄“鸥庄”探望森鸥外一家的描写。